# Festivalbar 2007
Il quarantaquattresimo Festivalbar si svolse durante l'estate del 2007 in 5 puntate, registrate in Piazza del Duomo a Milano, nell'altra Piazza del Duomo a Catania e con la finale nel consueto scenario dell'Arena di Verona, quest'ultima trasmessa in diretta televisiva.
Presentatori furono Elisabetta Canalis, Giulio Golia ed Enrico Silvestrin.
Vincitori dell'edizione furono i Negramaro con la canzone Parlami d'amore.
In questa edizione i conduttori fecero un'asta benefica rubando alcuni elementi dei cantanti come ad esempio: una ciocca di capelli di Francesco Renga, il cappello di Raf, un pezzo di cintura di Nek, la maglietta dei Negramaro, il pettine di Simone Cristicchi e le scarpe di Elisabetta Canalis.
Questa è stata l'ultima edizione in assoluto del Festivalbar.

## Cantanti partecipanti
- Negramaro - Parlami d'amore, L'immenso e La finestra
- Irene Grandi - Bruci la città e Prima di partire per un lungo viaggio
- Zucchero - Un kilo, Occhi e Cuba Libre
- Roy Paci & Aretuska - Toda joia toda beleza
- Simply Red - Stay
- Natalie Imbruglia - Glorious
- Max Pezzali - Torno subito
- James Blunt - 1973
- The Fray - How to Save a Life
- Elisa - Stay e Eppure sentire (un senso di te)
- Enrique Iglesias - Tired of Being Sorry
- Francesco Renga - Cambio direzione
- Old Man River - La
- J-AX e The Styles - + stile
- Tokio Hotel - Monsoon
- Zero Assoluto - Meglio così e Appena prima di partire
- Mutya Buena - Real Girl
- Biagio Antonacci - Sognami e Lascia stare
- Finley - Adrenalina
- Macy Gray - Finally Made Me Happy
- Mario Biondi - This Is What You Are
- Gigi D'Alessio - Un cuore malato e Brividi d'amore
- Luca Carboni - La mia isola
- Velvet - Sei felice
- Ghosts - The World Is Outside
- Sunrise Avenue - Fairytale Gone Bad
- Robin Thicke - Lost Without U
- Mika - Grace Kelly
- Raf - Salta più alto
- Le Vibrazioni - Dimmi
- Dolores O'Riordan - Ordinary Day
- Neffa - La notte
- Nelly Furtado - Say It Right
- Gwen Stefani - The Sweet Escape
- Just Jack - Starz in Their Eyes
- Bob Sinclar - Sound of Freedom
- Take That - Shine
- K-os - Sunday Morning
- Tiromancino - Angoli di cielo
- Joss Stone - Tell Me What We're Gonna Do Now
- Thirty Seconds to Mars - The Kill e From Yesterday
- Vanilla Sky - Break It Out
- Nate James - Back to You
- Avril Lavigne - Girlfriend e When You're Gone
- Christina Aguilera - Candyman
- Travis - Closer
- Daniele Silvestri - Gino e l'Alfetta
- Fabrizio Moro - Fammi sentire la voce e Pensa
- Timbaland - Give It To Me
- Justin Timberlake - What Goes Around... Comes Around
- Mondo Marcio - Generazione X
- Nek - Nella stanza 26
- Simone Cristicchi -  L'Italia di Piero
- Anggun - I'll Be Alright
- Pino Daniele - Rhum and Coca e Vento di passione (con Giorgia)
- Gemelli Diversi - Istruzioni per l'illuso

## Altri premi
- Premio Digital: (scelto dal web) Tokio Hotel con Monsoon
- Premio speciale: Elisa
- Premio migliore album dell'anno: Biagio Antonacci con Vicky Love
- Premio Radio: Irene Grandi con Bruci la città

## Sigla
La sigla di quest'edizione fu Parlami d'amore dei Negramaro e Sognami di Biagio Antonacci. 

## Ascolti
| Serata  | Data                     | Telespettatori | Share (target 15-64 anni) |
| ------- | ------------------------ | -------------- | ------------------------- |
| Prima   | Martedì 19 giugno 2007   | 2.831.000      | 15,08%                    |
| Seconda | Martedì 26 giugno 2007   | 2.462.000      | 14,40%                    |
| Terza   | Martedì 3 luglio 2007    | ---            | ---                       |
| Quarta  | Martedì 10 luglio 2007   |                |                           |
| Finale  | Venerdì 7 settembre 2007 | 2.811.000      | 17,92%                    |

## Organizzazione
Mediaset

## Direzione artistica
Andrea Salvetti